# 弦楽四重奏曲 (マニャール)
《弦楽四重奏曲 ホ短調（フランス語: Quatuor à cordes en mi mineur）》作品16はアルベリク・マニャールが1902年から翌年にかけて作曲した室内楽曲である。同年にモーリス・ラヴェルが《弦楽四重奏曲 ヘ長調》を作曲している。晦渋な作品ではあるが、《ヴァイオリン・ソナタ ニ短調》や《交響曲 第4番》と並んで、マニャールの最も重要な作品の一つである。
1902年の秋に着手し、10月19日に盟友ギィ・ロパルツに作曲の苦労を打ち明ける手紙を書き送っている。翌1903年8月19日にいったん完成したものの、その後もまだ推敲を続けた。初演は1904年3月19日に行われた。
弦楽四重奏曲としては異例なことに、以下のように楽章ごとに題名が付されて性格的小品のように扱われている。フランクやダンディの楽派の作曲家には珍しく、循環主題の技法を採用していないこともあり、全般的に組曲のように構成されている。
1. Sonate.  Animé　（「ソナタ」。活き活きと。ホ短調）
2. Sérénade.  Vif　（「セレナード」。速く。ト長調）
3. Chant funèbre.  Largement, sans lenteur （「葬送の歌」。じっくりと、遅くならずに。ハ短調）
4. Danses.　Vif, populaire（「舞曲」。速く、民俗的に。ホ長調）

全曲を通して演奏するのに40分ほどを要する。第2楽章はスケルツォ的な曲想を持ったセレナードであり、いきおいフーゴー・ヴォルフの《イタリアのセレナーデ》を連想させる。